# Stepowa Nowoseliwka
Stepowa Nowoseliwka (ukr. Степова Новоселівка) – wieś na Ukrainie, w obwodzie charkowskim, w rejonie kupiańskim, w hromadzie Petropawliwka. W 2001 liczyła 30 mieszkańców.